# Gysinge (naturreservat)
Gysinge är ett naturreservat och Natura 2000-område i Gävle och Sandvikens kommuner i Gästrikland söder om Gysinge.
Reservatet inrättades 1975 och omfattar 463 hektar. En stor del av det ursprungliga naturreservatet ingår idag i Färnebofjärdens nationalpark.